# Louise von Lengefeld

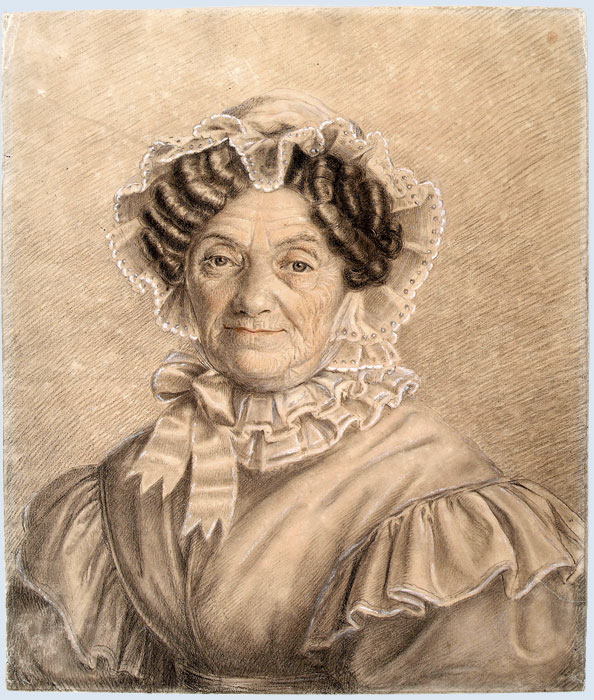
Louise von Lengefeld, Kreidezeichnung, um 1820

Louise von Lengefeld (geborene Luise Juliane Eleonore Frederike von Wurmb; * 27. Juli 1743 in Wolkramshausen; † 11. Dezember 1823 in Rudolstadt) war Hofmeisterin bei den Fürsten von Schwarzburg-Rudolstadt auf dem Residenzschloss Heidecksburg. Sie ist die Mutter von Charlotte von Lengefeld, der späteren Ehefrau Friedrich Schillers, und der Dichterin Caroline von Wolzogen.

## Leben

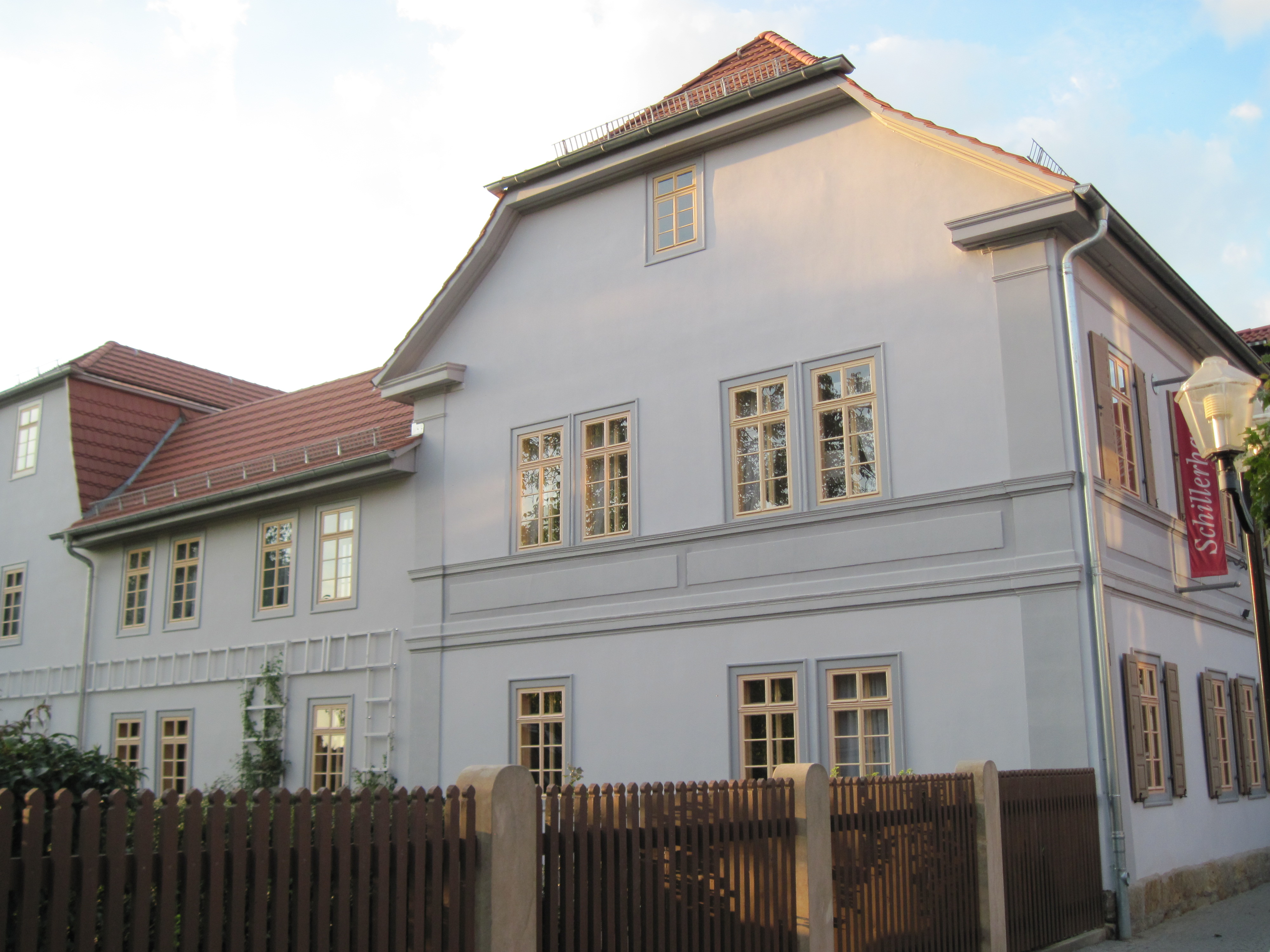
Schillerhaus in Rudolstadt

Ihre Eltern waren der kurfürstlich sächsische Hauptmann Gottfried von Wurmb (1704–1743), der bald nach ihrer Geburt starb, und Luise von Wolzogen (1717–1763). Am 3. Oktober 1761 heiratete die Halbwaise im Alter von 18 Jahren den Oberforstmeister und Herrn auf Reschwitz und Pippelsdorf Carl Christoph von Lengefeld (1715–1775). Aus der Ehe gingen die Töchter Caroline (* 3. Februar 1763) und Charlotte (* 22. November 1766), die spätere Ehefrau von Friedrich Schiller, hervor. 1740 war Carl Christoph von Lengefeld Oberforstmeister geworden. 1744 erlitt er einen Schlaganfall. Trotz einer bleibenden Lähmung des rechten Armes und Beines tat er weiter Dienst. Louise von Lengefelds Ehe war glücklich.
Die Familie lebte bis zum Tod von Carl Christoph von Lengefeld im Heisenhof in unmittelbarer Nähe der Rudolstädter Stadtkirche und siedelte 1775 in das später sogenannte Beulwitzsche Haus (seit 2009 als Schillerhaus ein Museum) über. Nach dem Tod ihres Mannes zog sie ihre Töchter als alleinerziehende Mutter auf. Die Familie von Lengefeld wurde hier von vielen prominenten Geistesgrößen in Rudolstadt besucht, darunter Johann Gottfried Herder, Charlotte von Stein, Johann Gottlieb Fichte sowie Alexander und Wilhelm von Humboldt.
Nach dem Tod ihres Mannes im Jahr 1775 – Carl Christoph von Lengefeld starb an den Spätfolgen seines Schlaganfalls – musste die in wirtschaftlichen Dingen unerfahrene Louise von Lengefeld die Geschäfte der Familie übernehmen. Die Rücklagen waren schnell aufgebraucht. Die Familie geriet in einen materiellen Engpass. Als der bemittelte Friedrich Wilhelm Ludwig von Beulwitz um die Hand ihrer ältesten Tochter Caroline anhielt, willigte Louise von Lengefeld sofort in die Ehe ein. Am Hof von Schwarzburg-Rudolstadt wurde sie 1789 Hofmeisterin und Hoferzieherin.  Später wurde sie zur Oberhofmeisterin ernannt. Frühzeitig bereitete sie ihre Tochter Charlotte auf die Rolle einer zukünftigen Weimarer Hofdame vor.
Ihr Kochbuch 150 nuetzliche Recepte. Das Kochbuch von Schillers Chère-mère, Louise von Lengefeld wurde 1997 von der Deutschen Schillergesellschaft mit einem Vorwort von Norbert Oellers neu aufgelegt und ist auch gegenwärtig noch lieferbar. Es enthält unter anderem ein Rezept für eine Linsensuppe und für die Herstellung süßer Pasteten.

„Wer genauer wissen will, was der deutsche Geistesadel speiste, kann in handschriftlichen Rezeptsammlungen von Goethes Großmutter Anna Maria Lindheimer oder der Schillermuse Louise von Lengefeld stöbern.“

Das Original-Kochbuch Louise von Lengefelds gehört zum Schiller-Nachlass im Deutschen Literaturarchiv Marbach. Es befindet sich als Leihgabe in Dauerausstellung im Schillerhaus Rudolstadt. Das Kochbuch wird in Thüringen intensiv touristisch vermarktet: In der Gaststätte des Schillerhauses Rudolstadt werden Gerichte nach Rezepten von Louise von Lengefeld angeboten. Die Stadt Weimar bietet als touristische Erlebnisführung ein „Schiller-Menü“ mit vier Gängen aus dem Kochbuch von Louise von Lengefeld an.

## Schiller als Schwiegersohn

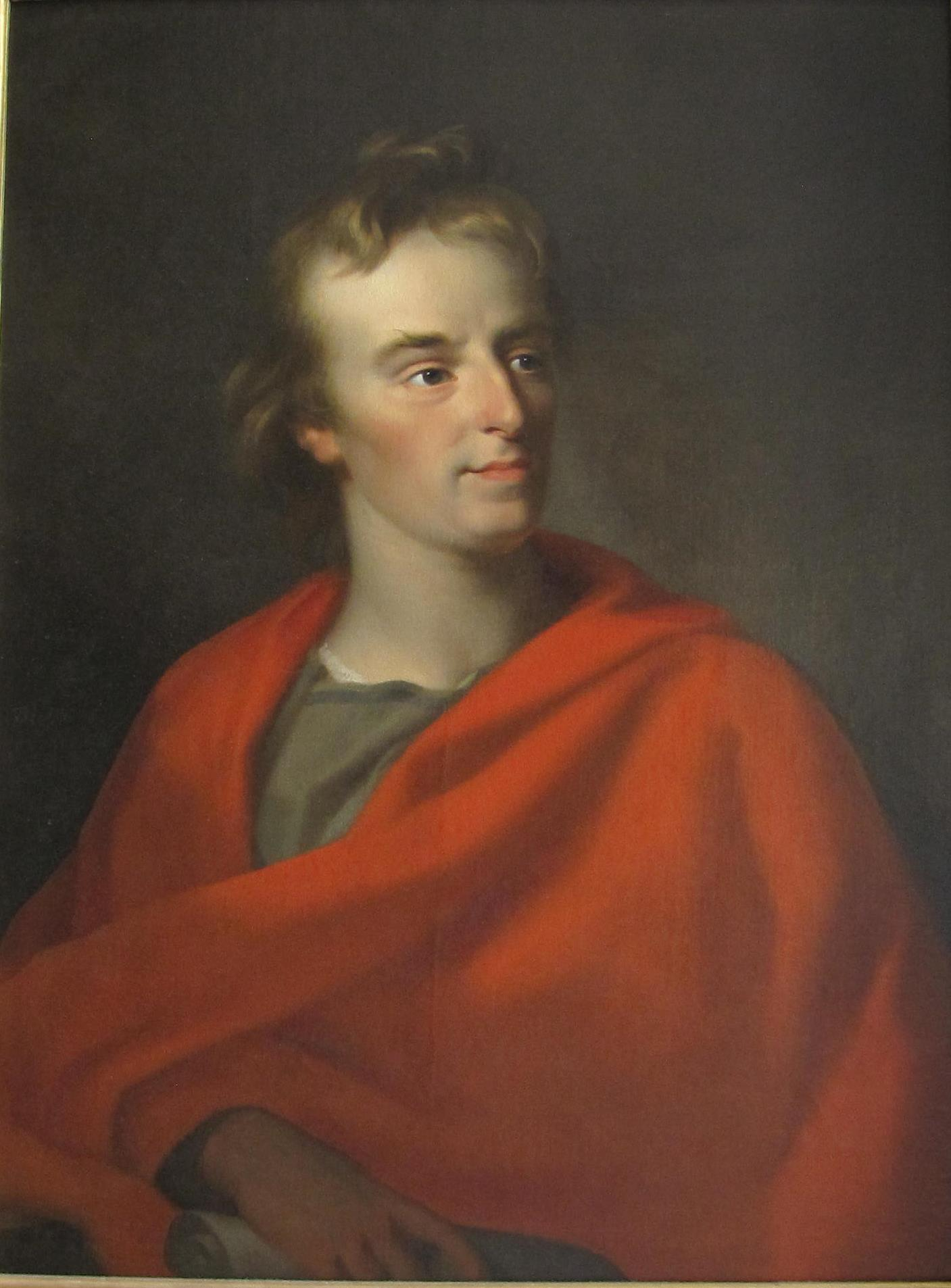
Friedrich Schiller, porträtiert 1805/06 von Johann Friedrich August Tischbein

Der völlig mittellose Friedrich Schiller tauchte im Dezember 1787 im Schlepptau Wilhelm von Wolzogens, eines Verwandten der Familie von Lengefeld, in Rudolstadt auf. Die schnell wachsende und innige Beziehung Schillers zu den beiden Töchtern betrachtete Louise von Lengefeld zunächst sehr argwöhnisch, zudem Caroline bereits verheiratet war. Insbesondere der Verlust der Adelsprivilegien ihrer Töchter durch eine mögliche Verbindung mit Schiller sorgte bei ihr zunächst für Zurückhaltung. Schiller dachte über eine Dreierbeziehung nach, Louise von Lengefeld und Tochter Charlotte konnten sich aber in keiner Weise dafür erwärmen. Aufgrund von Schillers prekärer finanzieller Situation und der auch nach Schillers Verlobung mit Charlotte im August 1789 nicht eindeutig geklärten Gefühlslage des Dichters gegenüber den beiden Schwestern blieb Louise von Lengefelds Verhältnis zu ihm weiterhin zunächst gespannt.
Louise von Lengefeld erfuhr von der Verlobung ihrer Tochter Charlotte erst im Dezember 1789, also vier Monate nach der Verlobung. Nachdem Schiller Professor in Jena geworden und sich seine wirtschaftlichen Verhältnisse als Hofrat gebessert hatten, warb er im Dezember 1789 brieflich bei Louise von Lengefeld um die Hand ihrer Tochter Charlotte. Louise von Lengefeld beantwortete Schillers Brief freundlich und willigte am 22. Dezember 1789 brieflich in die Heirat ein.  In ihrer Antwort an Schiller schrieb sie: „Ja ich will Ihnen das beste und liebste waß ich noch zu geben habe meine gute Lottchen geben...“ Louise von Lengefeld hatte, „scheinbar bedenkenlos“, in die nicht standesgemäße Ehe ihrer Tochter Charlotte mit Schiller wohl auch deshalb eingewilligt, weil die Konvenienzehe ihrer Tochter Caroline bereits gescheitert war und sie diese Erfahrung ihrer jüngeren Tochter Charlotte ersparen wollte. Sie stockte das jährliche Einkommen Schillers und ihrer Tochter Charlotte anstelle einer Aussteuer um 150 Taler jährlich auf und sorgte somit gemeinsam mit Herzog Carl August, der Schiller zuvor aus seiner Privatschatulle jährlich 200 Taler bewilligt hatte, für die materielle Fundierung der Ehe.
Als Schiller im März 1802 das Wohnhaus an der Esplanade (heute: Schillerstraße) in Weimar kaufte, aber den Kaufpreis von 4200 Talern nicht aufbringen konnte, lieh Louise von Lengefeld Schiller 600 Reichstaler (mit den damals üblichen 4 % Zinsen), um Schiller den Hauskauf zu ermöglichen.
Die Briefe von Schiller an Louise von Lengefeld sind im Goethe- und Schiller-Archiv in Weimar erhalten.
Louise von Lengefeld wird gegenwärtig ebenfalls – wie Friedrich Schiller – touristisch vermarktet. So bietet die Stadt Rudolstadt Stadtrundgänge und Erlebnisführungen mit der Schauspielerin Verena Blankenburg als „Louise von Lengefeld“ unter dem Motto Schillers Frauenzimmer. Eine Schwiegermutter erzählt an.